# Antoni Rosich i Catalan
Antoni Rosich i Catalan (Barcelona, 1896 — Barcelona, 1958) fou un escriptor català. És l'autor de les novel·les Retalls d'hores (1922), Proses d'estiu i de tardor (1926) i L'estranger (1932) i d'obres teatrals com la comèdia El collaret de Berta (1934). Aquesta darrera va guanyar un premi extraordinari del concurs d'obres teatrals de l'Ateneu Igualadí. El 1930 va fer una conferència a l'Ateneu Barcelonès titulada "Literatura de la gran guerra". El 1936 va guanyar el premi Narcís Oller als Jocs Florals de Barcelona per la novel·la Vàsia Djanov, fabricant de nines. El 1953 va guanyar el premi "Joaquín Ruyra" dels concursos Franciscàlia.